# Zbigniew Biernacki
Zbigniew Biernacki (ur. 1952 w Kłodzku) – samorządowiec, burmistrz Kłodzka w latach 1999–2002.

## Życiorys

### Młodość i wykształcenie
Urodził się w 1952 w Kłodzku. Uczęszczał do Szkoły Podstawowej nr 1 im. Adama Mickiewicza, a po jej ukończeniu do Technikum Mechanicznego mieszczącego się w Zasadniczej Szkole Zawodowej nr 2. Następnie kontynuował naukę na Akademii Rolniczej we Wrocławiu na kierunku mechanizacja rolnictwa. W 2003 ukończył studia podyplomowe z zakresu prawa samorządowego w Instytucie Nauk Prawnych PAN. Rok później otrzymał audyt wewnętrzny w jednostkach sektorów finansów publicznych na Akademii Ekonomicznej im. Oskara Langego we Wrocławiu.
W latach 1976–1982 pracował w rolnictwie na terenie ziemi kłodzkiej, a następnie do 1999 prowadził własną działalność gospodarczą.
W 1994 był jednym z założycieli Polanickiej Izby Gospodarczej w Polanicy-Zdroju i jej pierwszym prezesem.

### Działalność samorządowa
W 1998 został radnym Rady Miasta Kłodzka III kadencji z ramienia Forum Wyborczego Nasze Kłodzko. Przewodniczył komisji budżetu, finansów i polityki gospodarczej.
19 listopada 1999 po odwołaniu ze stanowiska burmistrza Doroty Kawińskiej-Domurad został wybrany przez rządzącą koalicję Naszego Kłodzka, Sojuszu Lewicy Demokratycznej (SLD), Kłodzkiego Komitetu Obywatelskiego (KKO) i Przymierza Społecznego (PS) burmistrzem Kłodzka.
Za jego kadencji uporządkowano miejskie finanse oraz zmniejszono długi w stosunku do firm prywatnych oraz zakładów podległych miastu o ponad 3 mln zł. Wprowadził reformę zarządzania zasobem mieszkaniowym polegającą m.in. na przekształceniu zakładu budżetowego w gminną spółkę.
W listopadzie 2000 jego ingerencja w program X Międzynarodowego Festiwalu Teatralnego Zderzenie połączona ze znaczącym obniżeniem dotacji miejskiej na imprezę doprowadziła do odwołania Festiwalu. Ostatecznie spektakl Judasze teatru Strefa Ciszy został pokazany na kłodzkim Rynku 23 listopada 2000 równolegle z odbywającą się sesją rady miejskiej.
W kolejnych wyborach samorządowych w 2002 i 2006 bezskutecznie ubiegał się ponownie o fotel burmistrza.
Od 1 kwietnia 2003 pracuje w Zakładzie Administracji Mieszkaniami Gminnymi Gminy Miejskiej Kłodzko Spółka z.o.o w Kłodzku jako kierownik ds. wspólnot mieszkaniowych.

### Życie prywatne
Żonaty z Barbarą (mgr pielęgniarstwa), z którą ma troje dzieci.